# Pseudoflatoides
Pseudoflatoides är ett släkte av insekter. Pseudoflatoides ingår i familjen Flatidae.
Kladogram enligt Catalogue of Life:
| Pseudoflatoides | \| \| Pseudoflatoides albus \| \| \| \| \| \| Pseudoflatoides fasciculosus \| \| \| \| \| \| Pseudoflatoides lichenoides \| \| \| \| \| \| Pseudoflatoides tortrix \| \| \| \| |
|                 | \| \| Pseudoflatoides albus \| \| \| \| \| \| Pseudoflatoides fasciculosus \| \| \| \| \| \| Pseudoflatoides lichenoides \| \| \| \| \| \| Pseudoflatoides tortrix \| \| \| \| |
|                 | Pseudoflatoides albus |
|                 | |
|                 | Pseudoflatoides fasciculosus |
|                 | |
|                 | Pseudoflatoides lichenoides |
|                 | |
|                 | Pseudoflatoides tortrix |
|                 | |